# Christian Meier
Christian Dietrich Meier Zender (Lima, 23 de junho de 1970) mais conhecido como Christian Meier, é um ator e cantor peruano muito conhecido na América Latina por seus trabalhos na televisão.

## Biografia
Meier é filho de Antonio Meier e Gladys Zender (que foi Miss Universo em 1957). Viveu no distrito de San Isidro de Lima, junto com seus três irmãos. Foi casado com a atriz Marisol Aguirre Morales e tem três filhos. Atualmente os dois estão divorciados.

## Carreira

### Televisão
- Policía la guerra capo y el soldado (2015 – 2018) - Sandro Sánchez / Lorenzo Ávila
- La malquerida (2014) como Esteban Domínguez Parra
- Familia en venta (2014) como Santiago
- Cosita linda (2014) como Diego Luján
- Alguien te mira (2010 – 2011) como Rodrigo Quintana
- Doña Bárbara (2008 – 2009) como Santos Luzardo
- Zorro, la espada y la rosa (2007) como El Zorro e Diego de la Vega
- La Tormenta (2005 – 2006) como Santos Torrealba
- Luna, la heredera (2004) como Mauricio García
- Luciana y Nicolás (2003) como Nicolás Echevarría
- Amores querer con alevosía (2001) como Pablo Herreros
- Lo que es el amor (2001) como Efrén Villarreal
- Laberintos de pasión (1999) como Alfonso Hidalgo
- Isabella (1999) como Fernando de Alvear
- Me muero por ti (1999) como Alfonso Hidalgo
- Luz María (1998) como Gustavo Gonsálvez
- Escándalo (1997) como Alvaro DuPont
- La Noche (1996) como Daniel Brenner
- Obsesión (1996) como Jimmy Martel/Jano
- Malicia (1995) como Francisco
- Gorrión (1994) como Gabriel Maidana

### Filmes
- Valentino y el clan del can (2008) (dublagem) como Valentino
- La mujer de mi hermano (2005) como Ignacio
- Un marciano llamado deseo (2003) como Jorge
- Ciudad de M (2000) como Pacho
- No se lo digas a nadie (1998) como Gonzalo